# Păpușa (film din 1911)
Păpușa reprezintă titlul unui film românesc din 1911. Acesta a reprezentat, de fapt, o aranjare pentru cinematrograf a operetei cu același nume, aranjare realizată de operatorii Nicolae Barbelian și Demichelli, care veniseră cu aparatele de filmat și pelicula. Filmarea a fost realizată la Ploiești, șeful trupei de actori și probabil regizorul spectacolelor fiind un anume Marinescu. Barbelian a împărțit textul piesei pe scene, aproximându-le la lungimea unei bobine de film (60 m). Astfel, la un semnal prestabilit, actorii rămâneau nemișcați până când era reîncărcat aparatul.
Astăzi, filmul este considerat pierdut.